# EM4

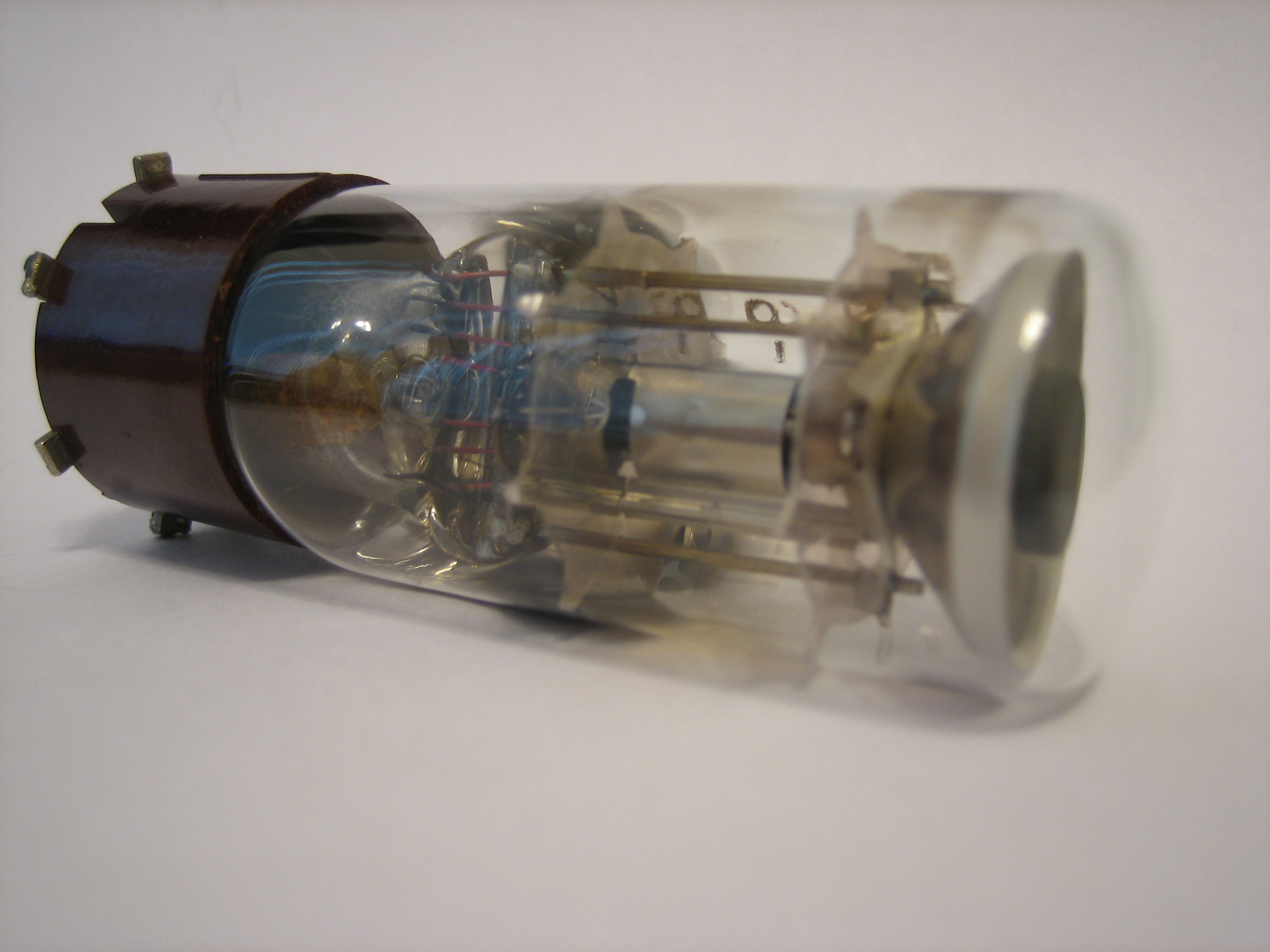
Lampa EM4 produkcji TELAM

EM4 – lampa elektronowa typu „magiczne oko”, z cokołem bocznostykowym, opracowana pod koniec lat 30. XX w., stosowana jako wskaźnik dostrojenia w lampowych radioodbiornikach, wskaźnik wysterowania w magnetofonach a także w urządzeniach pomiarowych. Lampa oprócz wskaźnika strojenia zawiera także triodę.

## Dane techniczne
- napięcie żarzenia – 6,3V
- prąd żarzenia – 0,2 A
- maksymalne napięcie anodowe – 275 V
- maksymalne napięcie ekranu – 100 V
- prąd anodowy – 2 mA
- prąd ekranu – 2,5 mA